# 韓澄
韓 澄（ハン・ジン、朝鮮語: 한징、1886年 - 1944年）は、日本統治時代の朝鮮のジャーナリスト、ハングル学者、独立運動家。
号は暁蒼（ヒョチャン、효창/曉蒼）。大倧教信者。

## 生涯
ソウル生まれ。1922年から時代日報、中外日報、朝鮮日報などで10年間記者を務めた。1930年、朝鮮語学会辞典の編纂を行い、朝鮮標準語査定委員会委員を務めた。
1942年、朝鮮語学会事件に関連して投獄され、咸興監獄にて58歳で死去。1962年、建国勲章独立章が授与された。